# Orkenspends Dys
Der Orkenspends Dys ist eine megalithische Grabanlage der jungsteinzeitlichen Nordgruppe der Trichterbecherkultur im Kirchspiel Ferslev in der dänischen Kommune Frederikssund.

## Lage
Das Grab liegt am Ostrand des Waldgebiets Sømer Skov auf einer Wiese. 110 m westnordwestlich befindet sich das Großsteingrab Maredys und 110 m ostnordöstlich das Großsteingrab Venslev Marker 7. In der näheren Umgebung gibt bzw. gab es zahlreiche weitere megalithische Grabanlagen.

## Forschungsgeschichte
In den Jahren 1873 und 1942 führten Mitarbeiter des Dänischen Nationalmuseums Dokumentationen der Fundstelle durch. Eine weitere Dokumentation erfolgte 1989 durch Mitarbeiter der Forst- und Naturbehörde.

## Beschreibung
Die Anlage besitzt eine runde Hügelschüttung mit einem Durchmesser von 8 m und einer Höhe von 1,25 m. Eine steinerne Umfassung ist nicht zu erkennen. Die Grabkammer steckt fast vollständig im Hügel, es ist nur die Oberseite eines einzelnen Decksteins zu erkennen. Vermutlich handelt es sich um eine kleine Kammer mit rechteckigem Grundriss, die aufgrund der Form des Decksteins vielleicht nordwest-südöstlich orientiert ist. Letztlich sind Form und Typ der Kammer aber ohne genauere Untersuchung nicht sicher zu ermitteln.